# 녹전로
 녹전로 (Nokjeon-ro)는 경상북도 안동시 도산면 서부교차로에서 안동시 녹전면 원천삼거리까지 이어주는 도로이다.

## 주요 경유지
경상북도
- 안동시 (도산면 - 녹전면)

## 노선
| 이름        | 접속 노선                 | 소재지 | 소재지 | 비고 |
| ----------- | ------------------------- | ------ | ------ | ---- |
| 서부 교차로 | 국도 제35호선 (퇴계로)    | 안동시 | 도산면 |      |
| 뒷송삼거리  | 안을리길                  | 안동시 | 도산면 |      |
| 광티재      |                           | 안동시 | 녹전면 |      |
| 구송삼거리  | 감애구송로                | 안동시 | 녹전면 |      |
| (이름없음)  | 녹지로                    | 안동시 | 녹전면 |      |
| (이름없음)  | 온천로                    | 안동시 | 녹전면 |      |
| 방아재      |                           | 안동시 | 녹전면 |      |
| 원천교      |                           | 안동시 | 녹전면 |      |
| 원천삼거리  | 지방도 제915호선 (예봉로) | 안동시 | 녹전면 |      |

## 주요 건물 및 시설
- 녹전초등학교 (녹전로 695/신평리 659-3)
- 농협 북안동농협주유소 녹전지점 (녹전로 712/신평리 721-1)
- 농협 북안동농협 북전지점 (녹전로 712/신평리 721-1)
- 농협 북안동농협 하나로마트 녹전점 (녹전로 712/신평리 721-1)
- 녹전면 행정복지센터 (녹전로 713/신평리 716)
- 녹전119전담대 (녹전로 718-2/신평리 729-2)
- 녹전면보건지소 (녹전로 718-11/신평리 729-1)
- 안동녹전우체국 (녹전로 725/신평리 710-5)
- 농협 북안동농협 원천지소 (녹전로 1399/원천리 811-4)